# Sahlene
Sahlene o Anna Sahlene, pseudonimo di Anna Cecilia Sahlin (Söderhamn, 11 maggio 1976), è una cantante svedese.
Ha rappresentato l'Estonia all'Eurovision Song Contest 2002 svoltosi a Tallinn, dove ha presentato il brano Runaway, classificandosi terza.

## Discografia
- It's Been a While (2003)
- Photograph (2005)
- This Woman (singolo 2006)
- Killing Me Tenderly (singolo 2009)
- Roses (2012)